# カレンブラックヒル
カレンブラックヒル（欧字名:Curren Black Hill、2009年2月19日 - ）は日本の競走馬・種牡馬。主な勝ち鞍に2012年のNHKマイルカップ、ニュージーランドトロフィー、毎日王冠、2014年のダービー卿チャレンジトロフィー、2015年の小倉大賞典。俺様気質のイケメンな馬ということでも有名。
馬名の意味は、冠名にネパール原産の知的で勇敢な猟犬種より。

## 経歴

### 2012年
ゲートが悪く2歳戦は見送られ、年明け1月21日の京都の芝1600メートルの3歳新馬戦でデビューし、2着に3馬身差、2着と3着の差は大差という逃げ切り勝ちをした。2戦目の500万下特別のこぶし賞も、降雪で発走時刻が遅れるという事態も影響せず4角で先頭に立つとそのまま押しきり、追撃してきたニシノビークイックを封じて2勝目を飾った。初の関東遠征となった中山のニュージーランドトロフィーでも1番人気に推され、先行から抜け出して3勝目を重賞初制覇で飾った。1番人気に支持されたNHKマイルカップでも好スタートからの逃げを決め、そのまま2着アルフレードに3馬身2分の1の差をつけてGI初優勝。ダイワメジャー産駒、騎手の秋山真一郎、調教師の平田修にとってもGI初優勝であり、また1998年のエルコンドルパサー以来の無敗の、かつ4戦目というキャリア最短で年明けデビュー馬としては初という記録づくめのNHKマイルカップ制覇でもあった。
日本ダービーには出走せず、5か月の休みを挟み、秋は毎日王冠から始動して古馬を抑えて1番人気に迎えられ、同世代のジャスタウェイをクビ差抑えて優勝、デビュー以来の連勝を5に伸ばした。無敗での制覇かつシンボリクリスエス以来の3歳馬による盾制覇に父仔制覇までかかっていた天皇賞（秋）は、先行しながら直線伸びずエイシンフラッシュの5着に終わり、初めて土がついた。レース後、秋山は「自分の競馬はできていたが、距離が長かったのかも」と、平田も「距離かもしれません」とそれぞれ敗因を距離に求めていた。レース後は状態を崩し気味であり、登録のあった年末の香港国際競走は回避して2012年の残りは休養に充てられることとなった。

### 2013年
2013年は、初戦に数ある選択肢の中からフェブラリーステークスを選ぶ。この選択には、想定出走馬中に絶対的な主役がいなかったということや、秋山が天皇賞のころから「ダートではもっとすごいパフォーマンスを発揮できるかもしれない」と発言していた背景もあった。「ダート未経験馬による、JRAダートGI初制覇」がかかり、初ダートながら1番人気に推されたが、スタートで他馬を気にして失敗し、3番手には取り付けたものの直線では余力が失われ、ブービーの15着と大敗。次走のマイラーズカップでは、他馬にマークされ馬群に包まれながらレースを進める展開となり、直線で一旦先頭に立つも最後は外からグランプリボスとサンレイレーザー、内からダノンシャークに交わされ4着に敗れる。続く安田記念は、シルポートの作ったハイペースの中を3番手で秋山の意に反して折り合い、直線を向いても反応悪くロードカナロアの14着に終わった。安田記念の後は休養し、前哨戦を挟まずマイルチャンピオンシップへ直行。デビュー以来の秋山から岩田康誠へと乗り替わり、レーススタイルも中団に控える形を試みたが、最下位の18着に敗れた。レース後は筋肉痛を発症し、放牧に出された。

### 2014年 - 2015年
2014年は初戦で阪急杯に出走したが11着。続くダービー卿チャレンジトロフィーでは好スタートから先頭に立ち、3コーナーで一旦後方に下がるがインコースから再び伸び、2着カオスモスらの追撃をクビ差抑えて優勝、2012年の毎日王冠以来1年6か月ぶりの重賞4勝目を挙げた。秋山が「復活したと言っていい」と喜び、平田も「死んでいなかった」と絶賛した流れで参戦した安田記念は、かつて3歳時の毎日王冠で下したもののその後天皇賞（秋）、ドバイターフを手中にしていたジャスタウェイの9着に敗れる。2014年の後半は中距離路線を進み、オールカマー7着、天皇賞（秋）は逃げて9着、金鯱賞も5着と振るわなかった。
2015年は小倉大賞典から始動、トップハンデの58キロを背負いながらも、逃げたメイショウナルトの2番手追走から先頭に立ち、直線でコスモソーンパークとダコールの猛追を振り切って重賞5勝目を挙げた。その後は産経大阪杯は8着、秋山の落馬負傷で武豊に乗り替わった安田記念は7着、中京記念も7着。富士ステークス8着を経てマイルチャンピオンシップも13着に終わり、これを最後に11月26日付で登録を抹消、現役を引退した。

## 競走成績
以下の内容は、netkeiba.comおよびJBISサーチに基づく。
| 競走日     | 競馬場 | 競走名            | 格   | 距離（馬場）  | 頭 数 | 枠 番 | 馬 番 | オッズ （人気） | 着順 | タイム （上り3F） | 着差 | 騎手       | 斤量   | 1着馬（2着馬）         |
| ---------- | ------ | ----------------- | ---- | ------------- | ----- | ----- | ----- | --------------- | ---- | ----------------- | ---- | ---------- | ------ | ---------------------- |
| 2012.01.21 | 京都   | 3歳新馬           |      | 芝1600m（重） | 16    | 1     | 2     | 05.4（03人）    | 01着 | 1:35.3 (35.4)     | -0.5 | 秋山真一郎 | 56kg   | （オソレイユ）         |
| 0000.02.18 | 京都   | こぶし賞          | 500  | 芝1600m（稍） | 14    | 3     | 3     | 01.4（01人）    | 01着 | 1:35.8 (36.0)     | -0.1 | 秋山真一郎 | 56kg   | （ニシノビークイック） |
| 0000.04.07 | 中山   | ニュージーランドT | GII  | 芝1600m（良） | 16    | 2     | 4     | 03.7（01人）    | 01着 | 1:33.2 (35.0)     | -0.4 | 秋山真一郎 | 56kg   | （セイクレットレーヴ） |
| 0000.05.06 | 東京   | NHKマイルC        | GI   | 芝1600m（良） | 18    | 3     | 5     | 03.7（01人）    | 01着 | 1:34.5 (34.6)     | -0.6 | 秋山真一郎 | 57kg   | （アルフレード）       |
| 0000.10.07 | 東京   | 毎日王冠          | GII  | 芝1800m（良） | 16    | 2     | 4     | 03.5（01人）    | 01着 | 1:45.0 (34.3)     | -0.0 | 秋山真一郎 | 56kg   | （ジャスタウェイ）     |
| 0000.10.28 | 東京   | 天皇賞（秋）      | GI   | 芝2000m（良） | 18    | 8     | 16    | 04.7（03人）    | 05着 | 1:57.7 (34.5)     | -0.4 | 秋山真一郎 | 56kg   | エイシンフラッシュ     |
| 2013.02.17 | 東京   | フェブラリーS     | GI   | ダ1600m（良） | 16    | 6     | 11    | 03.3（01人）    | 15着 | 1:37.9 (39.0)     | -2.8 | 秋山真一郎 | 57kg   | グレープブランデー     |
| 0000.04.21 | 京都   | マイラーズC       | GII  | 芝1600m（良） | 18    | 5     | 9     | 02.2（01人）    | 04着 | 1:32.7 (35.1)     | -0.1 | 秋山真一郎 | 58kg   | グランプリボス         |
| 0000.06.02 | 東京   | 安田記念          | GI   | 芝1600m（良） | 18    | 1     | 1     | 06.7（04人）    | 14着 | 1:32.4 (34.6)     | -0.9 | 秋山真一郎 | 58kg   | ロードカナロア         |
| 0000.11.17 | 京都   | マイルCS          | GI   | 芝1600m（良） | 18    | 4     | 8     | 18.9（08人）    | 18着 | 1:34.5 (35.9)     | -2.1 | 岩田康誠   | 57kg   | トーセンラー           |
| 2014.03.02 | 阪神   | 阪急杯            | GIII | 芝1400m（良） | 16    | 7     | 14    | 12.7（06人）    | 11着 | 1:22.1 (36.3)     | -1.4 | 秋山真一郎 | 57kg   | コパノリチャード       |
| 0000.04.06 | 中山   | ダービー卿CT      | GIII | 芝1600m（稍） | 16    | 1     | 2     | 06.9（04人）    | 01着 | 1:34.6 (36.5)     | -0.0 | 秋山真一郎 | 57.5kg | （カオスモス）         |
| 0000.06.08 | 東京   | 安田記念          | GI   | 芝1600m（不） | 17    | 2     | 3     | 16.6（05人）    | 09着 | 1:37.9 (38.4)     | -1.1 | 秋山真一郎 | 58kg   | ジャスタウェイ         |
| 0000.09.28 | 新潟   | オールカマー      | GII  | 芝2200m（良） | 18    | 2     | 4     | 14.5（05人）    | 07着 | 2:12.2 (35.2)     | -0.2 | 秋山真一郎 | 57kg   | マイネルラクリマ       |
| 0000.11.02 | 東京   | 天皇賞（秋）      | GI   | 芝2000m（良） | 18    | 7     | 13    | 32.8（09人）    | 09着 | 2:00.0 (34.9)     | -0.3 | 秋山真一郎 | 58kg   | スピルバーグ           |
| 0000.12.06 | 中京   | 金鯱賞            | GII  | 芝2000m（良） | 17    | 5     | 10    | 07.7（05人）    | 05着 | 1:59.3 (35.9)     | -0.5 | 秋山真一郎 | 57kg   | ラストインパクト       |
| 2015.02.22 | 小倉   | 小倉大賞典        | GIII | 芝1800m（重） | 16    | 3     | 6     | 05.4（03人）    | 01着 | 1:48.3 (36.9)     | -0.1 | 秋山真一郎 | 58kg   | （コスモソーンパーク） |
| 0000.04.05 | 阪神   | 大阪杯            | GII  | 芝2000m（不） | 14    | 4     | 6     | 12.1（05人）    | 08着 | 2:04.5 (38.5)     | -1.6 | 松山弘平   | 57kg   | ラキシス               |
| 0000.06.07 | 東京   | 安田記念          | GI   | 芝1600m（良） | 17    | 8     | 16    | 25.6（09人）    | 07着 | 1:32.5 (34.2)     | -0.5 | 武豊       | 58kg   | モーリス               |
| 0000.07.26 | 中京   | 中京記念          | GIII | 芝1600m（良） | 16    | 2     | 3     | 04.8（01人）    | 07着 | 1:33.6 (35.3)     | -0.2 | 秋山真一郎 | 58.5kg | スマートオリオン       |
| 0000.10.24 | 東京   | 富士S             | GIII | 芝1600m（良） | 16    | 5     | 9     | 22.1（10人）    | 08着 | 1:33.3 (34.3)     | -0.6 | 秋山真一郎 | 58kg   | ダノンプラチナ         |
| 0000.11.22 | 京都   | マイルCS          | GI   | 芝1600m（良） | 18    | 6     | 11    | 79.5（13人）    | 13着 | 1:33.7 (33.8)     | -0.9 | 秋山真一郎 | 57kg   | モーリス               |

## 引退後
引退後は優駿スタリオンステーションで種牡馬となった。産駒は2019年にデビューし、5月16日門別競馬場のJRA認定フレッシュチャレンジ認定競走でダリルが勝ち、産駒初勝利。7月21日福島競馬場第5レースの新馬戦ではオヌシナニモノが勝ち、産駒のJRA初勝利を挙げた。

### 主な産駒
- 2017年産
  - アザワク（2020年 - 2022年グランシャリオ門別スプリント3連覇、2021年道営スプリント）[49]
  - ナムラマホーホ（2021年・2023年名港盃、2021年ベイスプリント、東海菊花賞、2022年名古屋記念、マーチカップ）[50]
  - オヌシナニモノ（2023年・2025年金沢スプリングカップ、2023年・2024年日本海スプリント、2024年金沢ファンセレクトカップ）[51]
- 2018年産
  - シュリーデービー（2020年九州ジュニアチャンピオン）[52]
  - ロードミッドナイト（2024年佐賀オータムスプリント）[53]
- 2019年産
  - カクテルライト（2021年ビギナーズカップ、若駒賞、2022年ウイナーカップ）[54]
- 2020年産
  - スマイルミーシャ（2022年園田ジュニアカップ、2023年のじぎく賞、兵庫ダービー、園田オータムトロフィー、園田金盃、2024年コウノトリ賞）[55]
- 2021年産
  - ユウユウププリエ（2023年若鮎賞）[56]
  - ショウガフクキタル（2024年MRO金賞）[57]

## 血統表
| カレンブラックヒルの血統                               | カレンブラックヒルの血統                                         | カレンブラックヒルの血統                                         | （血統表の出典）                                                 | （血統表の出典） |
| 父系                                                   | サンデーサイレンス系/ヘイロー系                                  | サンデーサイレンス系/ヘイロー系                                  | サンデーサイレンス系/ヘイロー系                                  | [ § 2 ]          |
| 父 ダイワメジャー 2001 栗毛                            | 父の父*サンデーサイレンス Sunday Silence 1986 青鹿毛             | Halo                                                             | Hail to Reason                                                   | Hail to Reason   |
| 父 ダイワメジャー 2001 栗毛                            | 父の父*サンデーサイレンス Sunday Silence 1986 青鹿毛             | Halo                                                             | Cosmah                                                           |                  |
| 父 ダイワメジャー 2001 栗毛                            | 父の父*サンデーサイレンス Sunday Silence 1986 青鹿毛             | Wishing Well                                                     | Understanding                                                    | Understanding    |
| 父 ダイワメジャー 2001 栗毛                            | 父の父*サンデーサイレンス Sunday Silence 1986 青鹿毛             | Wishing Well                                                     | Mountain Flower                                                  |                  |
| 父 ダイワメジャー 2001 栗毛                            | 父の母スカーレットブーケ 1988 栗毛                               | *ノーザンテースト                                                | Northern Dancer                                                  | Northern Dancer  |
| 父 ダイワメジャー 2001 栗毛                            | 父の母スカーレットブーケ 1988 栗毛                               | *ノーザンテースト                                                | Lady Victoria                                                    |                  |
| 父 ダイワメジャー 2001 栗毛                            | 父の母スカーレットブーケ 1988 栗毛                               | *スカーレットインク                                              | Crimson Satan                                                    | Crimson Satan    |
| 父 ダイワメジャー 2001 栗毛                            | 父の母スカーレットブーケ 1988 栗毛                               | *スカーレットインク                                              | Consentida                                                       |                  |
| 母 *チャールストンハーバー Charleston Harbor 1998 鹿毛 | 母の父Grindstone 1993 黒鹿毛                                     | Unbridled                                                        | Fappiano                                                         | Fappiano         |
| 母 *チャールストンハーバー Charleston Harbor 1998 鹿毛 | 母の父Grindstone 1993 黒鹿毛                                     | Unbridled                                                        | Gana Facil                                                       |                  |
| 母 *チャールストンハーバー Charleston Harbor 1998 鹿毛 | 母の父Grindstone 1993 黒鹿毛                                     | Buzz My Bell                                                     | Drone                                                            | Drone            |
| 母 *チャールストンハーバー Charleston Harbor 1998 鹿毛 | 母の父Grindstone 1993 黒鹿毛                                     | Buzz My Bell                                                     | Chateaupavia                                                     |                  |
| 母 *チャールストンハーバー Charleston Harbor 1998 鹿毛 | 母の母Penny's Valentine 1989 栗毛                                | Storm Cat                                                        | Storm Bird                                                       | Storm Bird       |
| 母 *チャールストンハーバー Charleston Harbor 1998 鹿毛 | 母の母Penny's Valentine 1989 栗毛                                | Storm Cat                                                        | Terlingua                                                        |                  |
| 母 *チャールストンハーバー Charleston Harbor 1998 鹿毛 | 母の母Penny's Valentine 1989 栗毛                                | Mrs. Penny                                                       | Great Nephew                                                     | Great Nephew     |
| 母 *チャールストンハーバー Charleston Harbor 1998 鹿毛 | 母の母Penny's Valentine 1989 栗毛                                | Mrs. Penny                                                       | Tananarive                                                       |                  |
| 母系(F-No.)                                            | チャールストンハーバー(USA)系(FN:25)                             | チャールストンハーバー(USA)系(FN:25)                             | チャールストンハーバー(USA)系(FN:25)                             | [ § 3 ]          |
| 5代内の近親交配                                        | Northern Dancer 4 × 5 = 9.38%、Le Fabuleux 5 ･ 5（母内） = 6.25% | Northern Dancer 4 × 5 = 9.38%、Le Fabuleux 5 ･ 5（母内） = 6.25% | Northern Dancer 4 × 5 = 9.38%、Le Fabuleux 5 ･ 5（母内） = 6.25% | [ § 4 ]          |
| 出典                                                   | 1. 2. 3. 4.                                                      | 1. 2. 3. 4.                                                      | 1. 2. 3. 4.                                                      | 1. 2. 3. 4.      |

- 半弟レッドアルヴィス（父ゴールドアリュール）はユニコーンステークス勝ち馬[60]